# Социјалне потребе
Социјалне потребе је појам који обухвата базичне и изведене потребе које људи могу задовољити само у социјалној заједници и међусобној интеракцији. Као посебан вид потреба појединаца, породица и друштвених група заједничке су за све грађане у локалној заједници. Њихово задовољавање је битан услов егзистенције и социјалне сигурности грађана. Социјалне потребе се могу задовољавати изван или у оквиру услова тржишне економије, мада је њихово задовољавање најефикасније уколико се остварује преко специјализованих друштвених институција, служби или установа, као и путем посебних институционализованих система права и услуга.